# 阿尼亞爾 (新墨西哥州)
阿尼亞爾（英語：Añal）是位於美國新墨西哥州迪巴卡縣的鬼鎮。

## 歷史
阿尼亞爾的郵局於1916年設立，其後於1934年停運。

## 地理
阿尼亞爾所處的海拔為高於海平面1296米（即4252英呎），而該地所採用的時區為UTC-7，即北美山地时区（MST）。同時該地設有夏令時間，為UTC-7調快一小時，即UTC-6（MDT）。